# Championnat du monde de Superbike 1990
Navigation
Championnat 1989 Championnat 1991

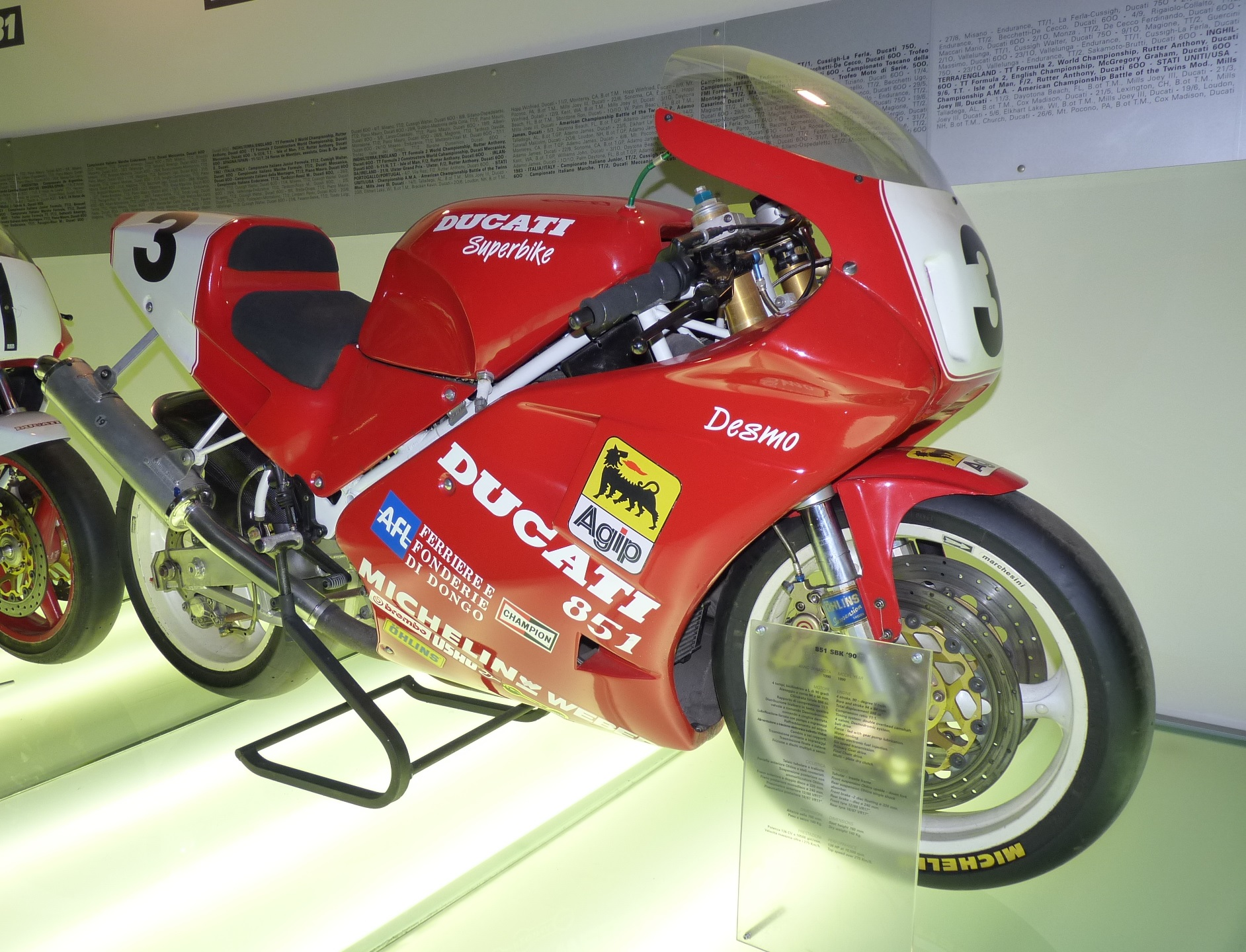

Le Championnat du monde de Superbike 1990 est la 3e édition du Championnat du monde de Superbike.

La saison a débuté le 18 mars et s'est terminée le 18 novembre après 13 manches.
Le Français Raymond Roche a remporté le titre pilote, et Honda le titre constructeur.

## Système de points
| Position | 1  | 2  | 3  | 4  | 5  | 6  | 7 | 8 | 9 | 10 | 11 | 12 | 13 | 14 | 15 |
| Points   | 20 | 17 | 15 | 13 | 11 | 10 | 9 | 8 | 7 | 6  | 5  | 4  | 3  | 2  | 1  |

## Calendrier
| Nb | Date        | Pays | Circuit         | Course 1          | Course 2          | Rapport |
| -- | ----------- | ---- | --------------- | ----------------- | ----------------- | ------- |
| 1  | 18 mars     | ESP  | Jerez           | Raymond Roche     | Raymond Roche     | Rapport |
| 2  | 16 avril    | GBR  | Donington       | Fred Merkel       | Giancarlo Falappa | Rapport |
| 3  | 30 avril    | HUN  | Hungaroring     | Fred Merkel       | Raymond Roche     | Rapport |
| 4  | 6 mai       | FRG  | Hockenheim      | Fred Merkel       | Stéphane Mertens  | Rapport |
| 5  | 3 juin      | CAN  | Mosport         | Raymond Roche     | Raymond Roche     | Rapport |
| 6  | 10 juin     | USA  | Brainerd        | Stéphane Mertens  | Doug Chandler     | Rapport |
| 7  | 1er juillet | AUT  | Österreichring  | Fabrizio Pirovano | Stéphane Mertens  | Rapport |
| 8  | 26 août     | JPN  | Sugo            | Raymond Roche     | Doug Chandler     | Rapport |
| 9  | 9 septembre | FRA  | Circuit Bugatti | Raymond Roche     | Raymond Roche     | Rapport |
| 10 | 7 octobre   | ITA  | Monza           | Fabrizio Pirovano | Fabrizio Pirovano | Rapport |
| 11 | 4 novembre  | MAS  | Shah Alam       | Fabrizio Pirovano | Fabrizio Pirovano | Rapport |
| 12 | 11 novembre | AUS  | Phillip Island  | Peter Goddard     | Rob Phillis       | Rapport |
| 13 | 18 novembre | NZL  | Manfeild        | Terry Rymer       | Rob Phillis       | Rapport |

## Classements

### Pilotes
| Pos | Pilote               | Constructeur | Points | Victoires |
| --- | -------------------- | ------------ | ------ | --------- |
| 1   | Raymond Roche        | Ducati       | 391    | 8         |
| 2   | Fabrizio Pirovano    | Yamaha       | 337    | 5         |
| 3   | Stéphane Mertens     | Honda        | 321    | 3         |
| 4   | Rob Phillis          | Kawasaki     | 252    | 2         |
| 5   | Rob McElnea          | Yamaha       | 236    | 0         |
| 6   | Fred Merkel          | Honda        | 197    | 3         |
| 7   | Terry Rymer          | Yamaha       | 169    | 1         |
| 8   | Baldassarre Monti    | Honda        | 149    | 0         |
| 9   | Anders Andersson     | Yamaha       | 127    | 0         |
| 10  | Jari Suhonen         | Yamaha       | 121    | 0         |
| 11  | Giancarlo Falappa    | Ducati       | 94     | 1         |
| 12  | Jamie James          | Ducati       | 86     | 0         |
| 13  | Doug Chandler        | Kawasaki     | 70     | 2         |
| 14  | David Liermann       | Ducati       | 68     | 0         |
| 15  | Peter Goddard        | Yamaha       | 68     | 1         |
| 16  | Brian Morrison       | Honda        | 43     | 0         |
| 17  | Udo Mark             | Yamaha       | 39     | 0         |
| 18  | Ernst Gschwender     | Suzuki       | 34     | 0         |
| 19  | Carl Fogarty         | Honda        | 30     | 0         |
| 20  | Edwin Weibel         | Kawasaki     | 30     | 0         |
| 21  | Andreas Hofmann      | Honda        | 29     | 0         |
| 22  | Daniel Amatriain     | Honda        | 28     | 0         |
| 23  | Renè Bongers         | Yamaha       | 24     | 0         |
| 24  | Jeffry De Vries      | Yamaha       | 24     | 0         |
| 25  | Davide Tardozzi      | Ducati       | 23     | 0         |
| 26  | Michel Mercier       | Yamaha       | 21     | 0         |
| 27  | Jean Michel Mattioli | Honda        | 21     | 0         |
| 28  | James Knight         | Kawasaki     | 20     | 0         |
| 29  | Jean Yves Mounier    | Yamaha       | 19     | 0         |
| 30  | Alex Vieira          | Honda        | 18     | 0         |
| 31  | Andrew Stroud        | Yamaha       | 17     | 0         |
| 32  | Stefano Caracchi     | Ducati       | 17     | 0         |
| 33  | Niall Mackenzie      | Yamaha       | 16     | 0         |
| 34  | Aaron Slight         | Kawasaki     | 15     | 0         |
| 35  | Scott Russell        | Kawasaki     | 15     | 0         |
| 36  | Tony Rees            | Yamaha       | 14     | 0         |
| 37  | Daryl Beattie        | Honda        | 13     | 0         |
| 38  | Juan López Mella     | Honda        | 13     | 0         |
| 39  | Simon Crafar         | Yamaha       | 12     | 0         |
| 40  | Russel Josiah        | Kawasaki     | 11     | 0         |

### Constructeurs
| Pos | Constructeur | Pts |
| --- | ------------ | --- |
| 1   | Honda        | 399 |
| 2   | Ducati       | 393 |
| 3   | Yamaha       | 378 |
| 4   | Kawasaki     | 300 |
| 5   | Suzuki       | 49  |
| 6   | Bimota       | 4   |